# Oskar Zoth
Oskar (Karl Maria) Zoth (* 28. August 1864 im österreichischen Padua; † 30. November 1933 in Graz) war ein Physiologe.
Der älteste Sohn des k.k. Regimentsarztes Franz Xaver Zoth besuchte die Gymnasien in Hermannstadt (1872/73) und Graz (1875/76), studierte Medizin an der Grazer Universität und wurde am 22. März 1888 zum Doktor der gesamten Heilkunde promoviert. Der Physiologe Alexander Rollett hatte ihn 1885 zum provisorischen Assistenten und im Oktober 1888 zum Assistenten am Physiologischen Institut gemacht. 1892 habilitierte er sich mit Über durchsichtig erstarrtes Blutserum und Hühnereiweiß.
1898 wurde er in Graz zum Extraordinarius und 1902 zum Ordinarius und Vorstand des physiologischen Instituts der Universität Innsbruck ernannt. 1904 ging er als Nachfolger von Rollett nach Graz. 1909 wurde er in die Leopoldina gewählt. 1926 trat er wegen einer Erkrankung vom Lehramt zurück.
Seine Arbeitsgebiete waren ähnlich wie bei Rollett die Physiologie des Blutes und des Blutkreislaufes, des Muskels und der physiologischen Optik. Seine technische Begabung führte zu einer Reihe von apparativen Verbesserungen und Neukonstruktionen. 1894 experimentierten er und der spätere Chemie-Nobelpreisträger Fritz Pregl mit Steroiden und stellten im Selbstversuch ihre leistungssteigernde Wirkung fest.

## Belege
1. ↑  Leopold Löhner: Oskar Zoth. In: Pflügers Archiv für die Gesamte Physiologie des Menschen und der Tiere. Band 234, Nr. 1, Dezember 1934, S. 273–275, doi:10.1007/BF01766908.
2. ↑  Oskar Zoth. In: Ergebnisse der Physiologie und Experimentellen Pharmakologie. Band 36, Nr. 1, Dezember 1934, S. 1–10, doi:10.1007/BF02322520.
3. ↑  Mitgliedseintrag von Oskar Zoth bei der Deutschen Akademie der Naturforscher Leopoldina, abgerufen am 6. Februar 2016.
4. ↑  Historische Dopingspuren an Grazer Uni (Memento vom 19. Oktober 2007 im Internet Archive)

| Personendaten    | Personendaten               |
| ---------------- | --------------------------- |
| NAME             | Zoth, Oskar                 |
| ALTERNATIVNAMEN  | Zoth, Oskar Karl Maria      |
| KURZBESCHREIBUNG | österreichischer Physiologe |
| GEBURTSDATUM     | 28. August 1864             |
| GEBURTSORT       | Padua                       |
| STERBEDATUM      | 30. November 1933           |
| STERBEORT        | Graz                        |